# Alexandre Georges
Alexandre Joseph Nicolas Georges, né à Arras le 25 février 1850 et mort à Paris le 18 janvier 1938, est un organiste et compositeur français.

## Biographie
Alexandre Georges étudie à l'École des pupilles de l'air, où il devient professeur d'harmonie, ainsi qu'à l'École Niedermeyer, dirigée par Gustave Lefèvre, et dans laquelle il fut professeur d'harmonie également à partir de 1872. Il occupe divers postes d'organiste dans les églises parisiennes, à Saint-Jean-Saint-François, Sainte-Clotilde (tribune de César Franck) et à Saint-Vincent de Paul à partir de 1899. Il est un professeur d'orgue très recherché et il s'est beaucoup intéressé, en tant que compositeur, à l'opéra. Alexandre Georges doit sa notoriété à deux cycles de mélodies qu'il a écrits : Les chansons de Miarka (1888, sur des poèmes de Jean Richepin) et Les chansons de Leïlah (1899, d'après Diwân, poème persan d'Émile Mariotte.
Il meurt en son domicile parisien de la rue du Rocher le 18 janvier 1938 et 
est inhumé au cimetière d'Arras.

## Ses œuvres

### Opéras
- Daphnis et Chloé (1883)
- Le Printemps (1888)
- Charlotte Corday (6 mars 1901)
- Miarka (Opéra-Comique : 7 novembre 1905) .Sans doute son plus grand opéra ; repris et réduit à 3 actes pour l'Opéra (1925). Le public est séduit par l'étrange mélancolie de cette partition.
- Pulcinella (1910)
- Sanga y sol (Nice, 23 février 1912)
- Le Printemps (1923)
- non représenté ; Le Violon de Krespel ; Lycoenium ; Fanny ; Elssler ; La Maison du Péché ; Le Baz valan'n ; Aucassin et Nicolette ; Rivnah
- scènes lyriques : Balthazar ; Poème d'Amour (1892) ; Myrrha (1985) ; Peyroulou ; Sapho ; * Tarass Boulba et le Vengeur
- des musiques de scène pour Le Nouveau Monde, drame d'Auguste de Villiers de l'Isle-Adam représenté au Théâtre des Nations (1883) ; Alceste (1891) ; Axël (1894) ; Adonis (1910) ; La Marseillaise (1914)

### Musique vocale et chorale
- Don Juan et Haïdée, cantate (1877)
- Notre-Dame de Lourdes, oratorio (1900)
- La Passion, oratorio (1902)
- Messe O Salutaris
- Trois Motets
- Chemin de Croix, oratorio
- Femmes grecques pour mezzo, chœur et orchestre (1915)
- Ode à la Paix universelle
- De Profundis (1925)
- Messe de Requiem (1925)
- Messe à la gloire de Notre-Dame des Flots (1926)
- Les chansons de Leïlah (1899)
- Chansons champenoises à la manière de Geneviève Dévignes

### Musique pour orchestre
- Leïlah ; La Naissance de Vénus et le Paradis Perdu, poèmes symphoniques
- Les chansons de Miarka, diverses pièces
- Monde religieux ; Monde tragique ; Monde passionnel, préludes

### Musique de chambre
- A la Kasbah! pour flûte et piano
- Kosaks pour violon et clarinette
- Trio de l'ut dièse pour piano, violon et violoncelle
- pièces pour piano et orgue

## Source
- Theodore Baker et Nicolas Slonimsky (trad. Marie-Stella Pâris, préf. Nicolas Slonimsky), Dictionnaire biographique des musiciens [« Baker's Biographical Dictionary of Musicians »], t. 1 : A-G, Paris, Robert Laffont, coll. « Bouquins », 1995 (réimpr. 1905, 1919, 1940, 1958, 1978), 8e éd. (1re éd. 1900), 4728 p. (ISBN 978-2-221-06510-5, BNF 36686680), p. 1428